# Hans Frank
Hans Michael Frank (Karlsruhe, 23 maggio 1900 – Norimberga, 16 ottobre 1946) è stato un avvocato, politico e criminale di guerra tedesco, avvocato del Partito nazista e di Adolf Hitler e governatore della Polonia durante l'occupazione nazista nella seconda guerra mondiale.
Fu processato a Norimberga per il ruolo avuto nella Shoah, in quanto complice della morte di milioni di ebrei e polacchi: condannato, venne giustiziato tramite impiccagione il 16 ottobre 1946.

## Biografia

### La gioventù
La famiglia di Hans Frank era composta dal padre Karl, dalla madre Magdalena Buchmaier, dal fratello maggiore Karl Jr. e dalla sorella minore Elisabeth. Frank si arruolò nell'esercito nel 1918 e fu assegnato alla fanteria, ma non andò mai al fronte. Alla conclusione della prima guerra mondiale iniziò a dedicarsi alla politica, entrò a far parte dei Freikorps, (organizzazioni paramilitari di estrema destra, anticomuniste) e nel 1919 si iscrisse al Partito tedesco dei lavoratori (che divenne poi NSDAP).
Studiò legge all'Università di Monaco di Baviera e si laureò nel 1924 all'Università di Kiel in giurisprudenza ed economia politica con la tesi: Die öffentliche Juristische Person – Ein Beitrag zur Lehre des Merkmals der öffentlichen Rechtsperson, (Il soggetto giuridico nell'entità pubblica – Un contributo alla teoria sulle caratteristiche della persona legale pubblica). Nel novembre 1923 prese parte al tentativo di putsch da parte di nazionalsocialisti e aderenti alla destra militarista, guidati da Hitler e Ludendorff, fallito il quale fuggì in Austria.

### Il matrimonio
Il 2 aprile 1925 sposò a Monaco di Baviera la stenografa e segretaria del parlamento federale, la ventinovenne Brigitte Herbst, originaria di Forst in Lusazia. Dall'unione nacquero cinque figli:
- Sigrid (nel 1927)
- Norman (nel 1928)
- Brigitte (nel 1935)
- Michael (nel 1937)
- Niklas (nel 1939)

La famiglia visse in una proprietà nel sud della Baviera, a Neuhaus. Brigitte era conosciuta come donna di polso, mentalmente più forte del marito, ed ebbe parecchi amanti. Dal 1939 si diede il nome di Regina di Polonia (Königin von Polen). Il matrimonio peggiorò anno dopo anno, fintanto che si detestarono l'un l'altra. Quando Frank chiese il divorzio nel 1942, Brigitte, disposta a tutto per mantenere il proprio rango, rispose «Preferisco essere vedova piuttosto che divorziata da un ministro del Reich».

### La carriera legale
Arrivò alla carica di consulente legale personale di Adolf Hitler comparendo a più riprese in tribunale nei processi contro i membri del Partito nazista. In particolare difese Hitler in più di 150 processi. Fu eletto al Reichstag nel 1930, e nel 1933 divenne Ministro della Giustizia della Baviera. Fu anche direttore dell'Associazione nazionalsocialista dei giuristi e presidente dell'Accademia tedesca di giurisprudenza dal 1933 al 1941 (istituzione scientifica di ricerca collegata al NSDAP, con sede nella "Casa del diritto tedesco" a Monaco di Baviera). Frank obiettò sulle esecuzioni extra-giudiziali, sia quelle in atto a Dachau contro gli oppositori politici, sia quelle della "Notte dei lunghi coltelli", ossia l'eliminazione di Ernst Röhm e di gran parte dei quadri delle SA. Dal 1933 fu Reichsleiter e dal 1934 ministro senza portafoglio nel governo Hitler. Nel 1936 pubblicò Leitsätze über Stellung und Aufgaben des Richters (Principali nozioni sulla posizione e le mansioni dei giudici). Alla fine del mese di settembre giunse a Roma per portare l'invito di Hitler a Benito Mussolini.

### Il Governatorato Generale
(Da un discorso di Hans Frank sullo sterminio degli Ebrei il 16 dicembre 1941)

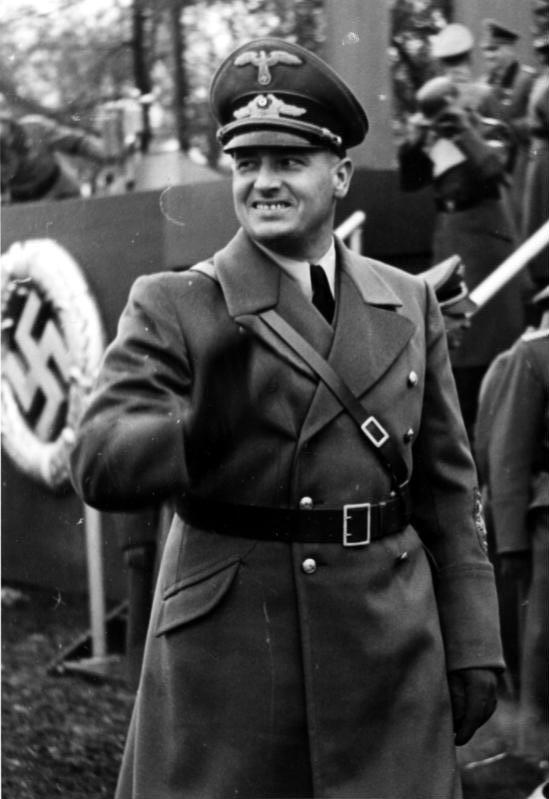
Frank governatore generale della Polonia (1939).

Nel settembre 1939 Frank fu messo a capo dei servizi amministrativi del feldmaresciallo Gerd von Rundstedt nel Governatorato Generale. Il 26 ottobre 1939, a seguito della divisione della Polonia, Frank ne divenne governatore generale per i territori occupati (Generalgouverneur für die besetzten polnischen Gebiete), circa 90.000 km² sui 170.000 km² che la Germania aveva acquisito. Ricevette inoltre il grado di obergruppenführer delle SS. Frank si insediò nel castello di Wawel a Cracovia. Questa zona della Polonia era destinata a divenire dopo la guerra una colonia germanica, trasformandosi in una vasta riserva di manodopera per l'industria del Reich. Proprio in Polonia sorsero i campi di sterminio nazisti: Auschwitz-Birkenau, Majdanek, Treblinka, Chełmno, Bełżec, Sobibór.
Hans Frank perseguì tre obiettivi principalmente: lo sterminio degli ebrei, l'eliminazione dell'élite polacca e lo sfruttamento economico del paese per il profitto tedesco. Dal 1940 egli fu responsabile dell'assassinio di milioni di polacchi, introdusse misure anti-ebraiche e fece espellere dalla stessa Cracovia oltre 43.000 persone, creando per i rimasti ghetti sempre più sovraffollati a Varsavia, Łódź e in numerose altre località. Nel 1942 fu sollevato da ogni incarico all'interno del Partito e gli venne proibito di tenere discorsi pubblici all'interno del Reich perché aveva infastidito Hitler con una serie di discorsi a Berlino, Vienna, Heidelberg e Monaco, e anche come componente di una lotta con Friedrich Wilhelm Krüger, il segretario di Stato per la sicurezza e capo delle SS e della polizia nel Governatorato Generale, ma fu poi lo stesso Krüger ad essere sostituito con Wilhelm Koppe.

### Il processo di Norimberga
All'arrivo delle truppe russe Frank abbandonò Cracovia, ma venne catturato dalle truppe americane il 4 maggio 1945, a Tegernsee vicino a Berchtesgaden. Tentò due volte il suicidio a distanza di pochi giorni tagliandosi le vene, ma senza successo. Venne trasferito al campo Ashcan e il 10 agosto portato a Norimberga, dove venne processato dagli alleati al Tribunale Militare Internazionale dal 20 novembre 1945 al 1º ottobre 1946.

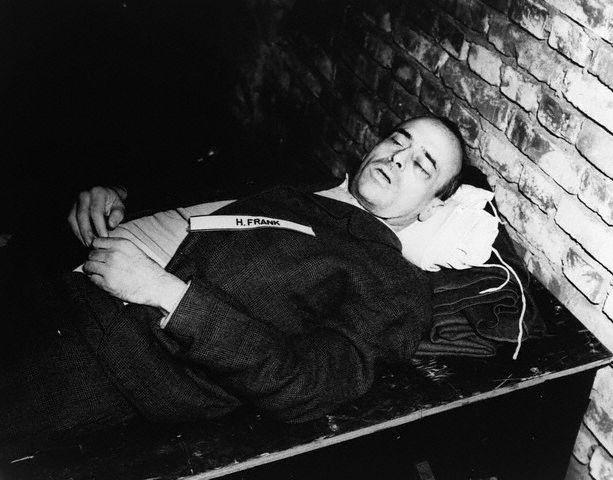
Il cadavere di Hans Frank dopo l'impiccagione (1946).

Sostenne che lo sterminio degli ebrei era stato controllato da Heinrich Himmler e dagli squadroni delle SS, e di essere stato all'oscuro dell'esistenza dei campi di sterminio fino all'inizio del 1944. Dichiarò inoltre di aver inoltrato a Hitler almeno quindici volte le proprie dimissioni, ma che non furono mai accettate. Durante il processo si convertì al cattolicesimo.
Venne giudicato colpevole per aver commesso crimini di guerra e crimini contro l'umanità e condannato a morte per impiccagione. La condanna venne eseguita il 16 ottobre 1946. Frank fu il quinto a salire sulla forca e la sua ultima dichiarazione fu: "Ringrazio per il trattamento ricevuto durante la prigionia. Chiedo a Dio di accettarmi nella Sua misericordia".
Il giornalista Joseph Kingsbury-Smith scrisse sull'esecuzione:
Il suo corpo venne cremato nel Cimitero Est di Monaco di Baviera e le ceneri, insieme alle ceneri di altri 10 imputati, vennero sparse nel Wenzbach, un affluente del fiume Isar, nella medesima città.

## Pubblicazioni
Il suo libro di memorie in 42 volumi, che si trova a Varsavia, fu consegnato volontariamente agli Alleati ed utilizzato contro di lui come prova di colpevolezza. Tuttavia durante le udienze egli si divise spesso tra il pentirsi per i crimini commessi e l'incolpare gli Alleati, soprattutto i sovietici, per aver avuto un'uguale parte nelle atrocità della guerra.
In virtù della sua posizione di legale Hans Frank venne a conoscenza di dettagli particolari della vita privata di Hitler: nelle memorie scritte poco prima dell'esecuzione, fece rivelazioni sensazionali riguardo alle ricerche effettuate nel 1931 sulla famiglia di Hitler; tali ricerche avvennero dopo che il Führer ebbe ricevuto una lettera di estorsione dal nipote inglese, William Patrick, che probabilmente minacciava di rivelare fatti imbarazzanti relativi alla famiglia. Hans Frank dichiarò di aver trovato prove inconfutabili che il padre di Hitler fosse figlio illegittimo di un ebreo chiamato Frankenberger. Secondo Frank, Hitler raccontò invece che sua nonna aveva semplicemente estorto denaro a Frankenberger minacciando di esigere la paternità del figlio illegittimo. Le affermazioni di Frank non hanno riscontro in nessun'altra fonte, mentre sembrano smentite da una lunga serie di circostanze.
Un ritratto della sua persona è disponibile nel celebre libro Olocausto di Gerald Green, all'interno del quale sono contrapposte le testimonianze dell'ebreo berlinese Rudy Weiss, sopravvissuto alla guerra, e del maggiore delle SS Erik Dorf, morto poco prima della fine del conflitto, che descrive nei propri diari alcune fasi dei rapporti di lavoro con Hans Frank.
Memorabili le pagine di Curzio Malaparte in “Kaputt”, che descrivono i soggiorni dello scrittore, più volte ospite di Frank presso il Governatorato nei primi anni '40.
Il figlio Niklas, scrittore, ha tratteggiato il padre e il nazismo attraverso diverse pubblicazioni, sempre con dure parole di condanna e ammonimento.